# Eriosorus paucifolius
Eriosorus paucifolius là một loài thực vật có mạch trong họ Adiantaceae. Loài này được (A.C. Sm.) Vareschi miêu tả khoa học đầu tiên năm 1969.